# Pistolet maszynowy PP-90
PP-90 (ros. ПП-90) – rosyjski pistolet maszynowy wzorowany na amerykańskim składanym pm Ares FMG.
PP-90 został opracowany jako broń przeznaczona do skrytego przenoszenia. Po złożeniu ma kształt prostopadłościanu o wymiarach 270 × 90 × 32 mm. Rozłożenie broni i dołączenie magazynka zajmuje 3–4 s. PP-90 działa na typowej dla pistoletów maszynowych zasadzie odrzutu zamka swobodnego, strzela wyłącznie seriami.
Na początku lat 90. XX w. wyprodukowano krótką serię PP-90. Z powodu słabej ergonomii i niskiej jakości wykończenia (broń była produkowana przez instytut badawczy KBP Tuła) PP-90 szybko został wycofany z uzbrojenia.
Opracowano także wersję PP-90M zasilaną amunicją 9 × 18 mm PMM.
Najnowocześniejsza i różna od pierwowzoru jest broń klasy Personal Defence Weapon PP-90M1 na nabój 9 × 19 mm nadciśnieniowy 7Н31 (7N31). Tulski PDW wyposażony jest w przełącznik rodzaju ognia umożliwiający strzelania seriami i ogniem pojedynczym. PP-90M1 może być zasilany z dwóch rodzajów magazynków ślimakowego (helikalnego) 64 naboje i pudełkowego 32 naboje. PP-90 i PP-90M1 nie były seryjnie produkowane.